# Laives
Laives tiếng Ý: Laives; tiếng Đức: Leifers; Archaic (1404): Leiffers; Archaic (1295): Livers; Latin: Clivus) là một đô thị ở tỉnh Bolzano-Bozen ở vùng Trentino-Alto Adige/Südtirol, có vị trí cách khoảng 45 km về phía đông bắc của thành phố Trento và khoảng 8 km về phía nam của thành phố Bolzano. Tại thời điểm ngày 31 tháng 12 năm 2004, đô thị này có dân số 15.664 người và diện tích là 24,3 km².

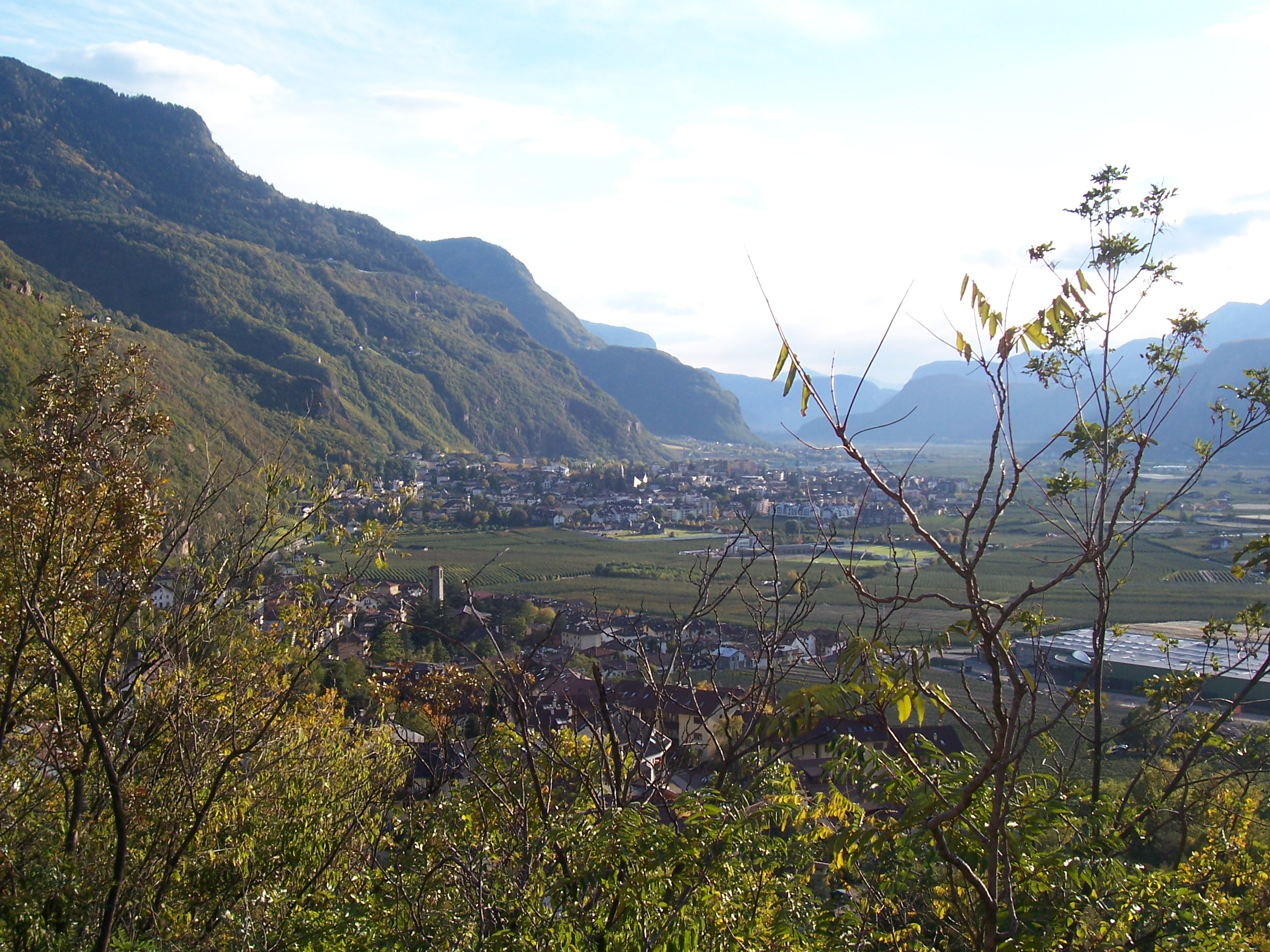
Toàn cảnh Laives và Pineta.

Đô thị Laives có các frazioni (các đơn vị cấp dưới, chủ yếu là các làng) Pineta, La Costa và San Giacomo.
Laives giáp các đô thị: Bolzano, Bronzolo, Deutschnofen và Vadena.